# 御堀耕助
御堀 耕助（みほり こうすけ）は、幕末期の長州藩士。前名：太田市之進。御楯隊総督。諱は直方。

## 略歴
長州藩士・太田要蔵の長男として萩に生まれる。18歳で江戸の斎藤弥九郎道場に入門、塾頭を務める。帰藩後、世子毛利定広の小姓となる。
文久3年（1863年）5月、長州藩による馬関海峡（関門海峡）での米仏商船砲撃に参加。同年、中山忠光が大和国での挙兵に失敗し（天誅組の変）、敗走して大阪の長州藩邸に逃れてくると、下関までの警護を務める。
元治元年（1864年）7月の禁門の変に参加、破れて帰藩。四国連合艦隊との戦闘に参加後、山田顕義・品川弥二郎らと御楯隊を結成し総督となる。同年12月（1865年1月）、高杉晋作が決起（功山寺挙兵）すると、これに呼応して御楯隊を率いて俗論党と戦い、呑水、赤村の戦いなどで活躍。
慶応元年（1865年）、太田市之進から御堀耕助に改名。
慶応2年（1866年）の第二次長州征伐に対して、御楯隊を指揮し芸州口方面で戦う。
慶応3年（1867年）、参政となる。同年8月、柏村数馬と共に京都に赴き、薩摩藩の小松清廉・西郷隆盛・大久保利通らと倒幕の実施計画について会談。
明治2年（1869年）、藩命により山縣有朋、西郷従道と共に欧州視察に向かうが、香港まで行って病気のためいったん帰国し、同年11月、日本公務弁理職（総領事）に任命されて渡仏するモンブラン伯爵と秘書の前田正名とともに横浜を発ち、パリで山縣たちに合流した。帰国後、薩摩で治療を受けていたが病状が悪化して三田尻へ帰り、病床を見舞った従兄弟の乃木希典（乃木の父・希次が御堀の父・要蔵の弟）を黒田清隆に紹介し、乃木が陸軍で栄達するきっかけを作った。
明治4年（1871年）、三田尻において病死。享年31。